# الأزرق (الأردن)
الأزرق هي منطقة تقع في الصحراء الشرقية في المملكة الأردنية الهاشمية، ويبلغ عدد سكانها حوالي 58,860 نسمة وفقًا لإحصاءات عام 2020. تُعرف الأزرق تاريخيًا بأنها واحة صحراوية غنية بالمياه العذبة والمعدنية، وتعد موطنًا لعدد من الآثار والمناطق السياحية المميزة. من أبرز هذه المواقع محمية الأزرق للأراضي الرطبة ومحمية الشومري للأحياء البرية، بالإضافة إلى عدد من القصور الصحراوية مثل قصر الأزرق وقصر أصيخم. وتُعد محمية الأزرق المائية واحدة من أشهر المعالم في المنطقة، حيث تعتبر محطة استراحة هامة للطيور المهاجرة التي تمر عبرها خلال هجرتها من دول أوروبا، حيث تستريح أسراب الطيور المختلفة فيها. تضم منطقة الأزرق خليطًا سكانيًا متنوعًا من الدروز والبدو والشيشان.

## تاريخ
لطالما كانت الأزرق مستوطنة هامة في منطقة صحراوية نائية وقاحلة في الأردن. وتتمثل أهميتها الاستراتيجية في موقعها المتميز في وسط واحة الأزرق، التي تعد المصدر الوحيد للمياه العذبة في الأردن، بفضل وجود حوض مائي كبير يمتد على مساحة 12700 كم².
تتمتع المدينة بموقع جغرافي مهم على طريق صحراوي رئيسي يسهل حركة التجارة داخل المنطقة. ويعود تاريخ واحة الأزرق إلى العصور القديمة، حيث أظهرت الاكتشافات الأثرية في محمية الأراضي الرطبة وجود مواقع من العصر الحجري القديم. تشير الأدوات الصوانية التي عثر عليها في عدة مواقع إلى أن واحة الأزرق كانت مأهولة منذ عشرات الآلاف من السنين، مما يبرز دورها كمركز مهم للتسوية في تلك الحقبة الزمنية.

## الموقع
يقع قضاء الأزرق في الصحراء الشرقية الأردنية، يحده من الشمال بلدة الصفاوي، ومن الجنوب محافظة العاصمة، ومن الغرب قضاء الظليل، ومن الشرق الحدود مع المملكة العربية السعودية. تُعد الأزرق من أبعد القرى عن مركز المحافظة، حيث تبعد حوالي 90 كم. وتعتبر بوابة المملكة الرئيسة من الشرق، إذ تربطها بدول الخليج العربي والعراق، وهي المعبر البري الأكبر الذي يعبره سنويًا ما بين 3.5 إلى 4 ملايين شخص قادمًا أو مغادرًا.
وبفضل موقعها الحدودي والطرق الدولية التي تربط الأردن بالدول المجاورة، يعتمد معظم سكان الأزرق على التجارة والمهن الحرة، بينما يعمل آخرون في الزراعة وتربية الأغنام والمواشي.
تتواجد الأزرق ضمن منطقة منخفض الأزرق، التي كانت تشكل بحيرة في قلب الصحراء، نتيجة لتدفق مياه الأمطار وتجمعها في هذا المنخفض. ويُميز هذه المنطقة توفر مصادر المياه منذ القدم، إلى جانب التنوع الحيواني والغطاء النباتي البري، إضافة إلى الأحجار البازلتية الزرقاء التي تزين المنطقة.

## التقسيم الجغرافي
تبلغ مساحة قضاء الأزرق 3948.4 كم²، أي ما يعادل 84.53% من مساحة محافظة الزرقاء. ويتراوح منسوب ارتفاع سطح الأرض في المنطقة بين 500 و 800 متر فوق مستوى سطح البحر، حيث يسود المناخ الصحراوي الحار. وعلى الرغم من قلة الانحدار في المنطقة، إلا أن القضاء يمر عبره عدد من الأودية مثل: وادي راجل، وادي حسان، وادي السيخم، وادي البطم، وادي مديسيسيات، وادي الرتم، وادي الشومري، وادي الضبعي، وادي جشا، وادي الغذف، ووادي الفلق.
استحدث قضاء الأزرق في 1/1/1996، ويضم مجلس بلدي مكون من 11 عضوًا. ينقسم القضاء جغرافيًا إلى خمس مناطق رئيسة هي:
- الأزرق الشمالي
- الأزرق الجنوبي
- حي حمزة
- التطوير الحضري
- المزارع وعين البيضاء

## المياه
تعد الأزرق منطقة غنية بالتنوع البيولوجي، حيث كانت توفر موطنًا طبيعيًا للعديد من الكائنات البرية والمائية، مثل سمك السرحاني. كانت واحة الأزرق تتمتع بمصادر مياه عذبة وفيرة حتى بداية الثمانينات، قبل أن يتسبب الضخ الجائر للمياه في تدهور البيئة. فقد أدى هذا الضخ المستمر لعقود إلى جفاف مساحات واسعة من الأراضي الرطبة، وانخفاض أعداد الطيور المهاجرة التي كانت تتوقف في الأزرق، بالإضافة إلى تهديد سمك السرحاني بالانقراض.

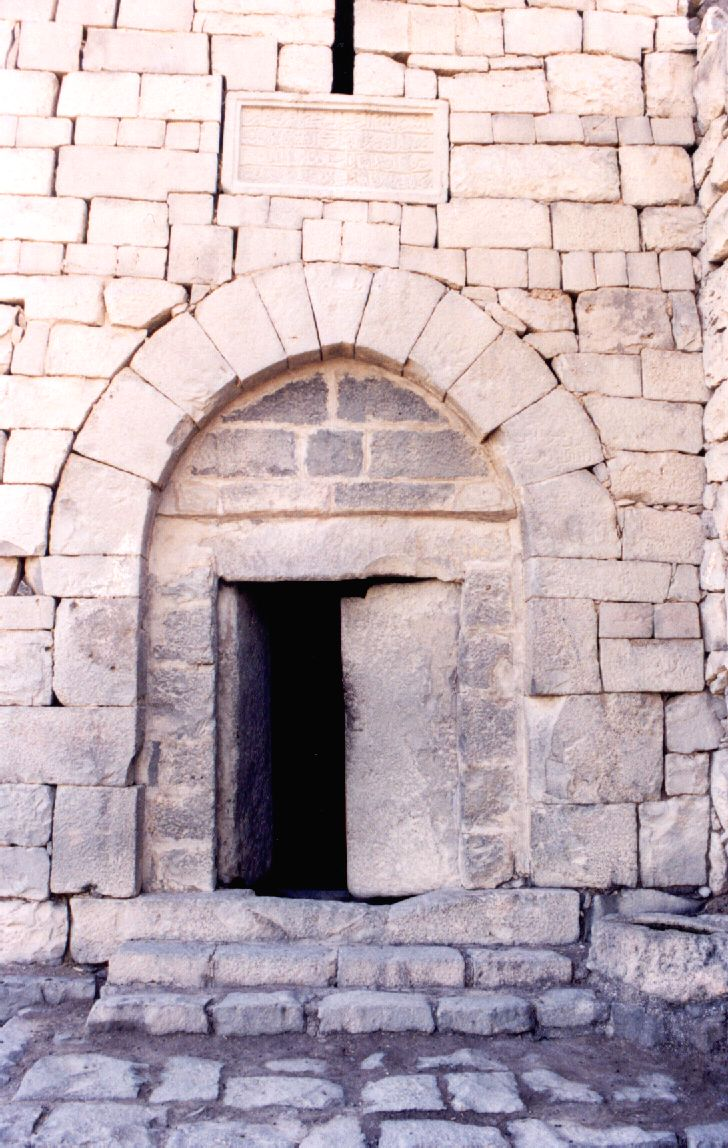
أحد الأبواب الحجرية في الأزرق

بدأت مستويات المياه في التراجع منذ عام 1981، وصولًا إلى مستويات متدنية جدًا حتى عام 1992، حيث جفت الينابيع الرئيسية التي كانت تغذي الأراضي الرطبة. وبلغ عمق المياه نحو 12 مترًا تحت سطح الأرض، مما أدى إلى تقليص كميات المياه بشكل كبير، حتى وصلت إلى 0.04% فقط من المساحة التي كانت تغطيها في السابق.
في عام 1994، بدأت الجمعية الملكية لحماية الطبيعة حملة لإنقاذ الأراضي الرطبة بالتعاون مع دعم دولي، حيث تم استرجاع جزء كبير منها ورفع نسبة المياه المنخفضة بنسبة 10%. ولكن للأسف، لم تحقق هذه المبادرة النجاح الكامل بسبب الضخ المستمر، ونقص الكوادر البشرية، وقلة الخبرة في إدارة المناطق الرطبة. ومع ذلك، في عام 2005، قامت الجمعية بعملية إعادة تأهيل للواحة، مما ساعد في إعادة الحياة إلى المنطقة وحماية الكائنات المتبقية، وأسهم في عودة بعض الطيور التي كانت تزور المحمية في السابق.
تشتهر الأزرق أيضًا بصناعة الملح الخام المستخرج من منطقة الملاحات، وهي المنطقة الوحيدة في الأردن التي تحتوي على مادة الملح الطبيعي المستخرج من المياه المالحة. بسبب ذلك، تواجه المنطقة مشاكل في نقص المياه العذبة، وزيادة ملوحة التربة، وتقليص المستنقعات.

## المواقع الأثرية والمحميات
يعتبر لواء الأزرق منطقة تاريخية ثقافية غنية؛ نظراً للموقع الاستراتيجي والموارد المائية التي يتمتع بها، حيث كان نقطة التقاء للعديد من الطرق التجارية على الأرض الأردنية، ومنذ أقدم العصور ممراً حيويا للقوافل التجارية القادمة إلى الأردن، لذلك كان من الضروري حماية الطرق والمنافذ المؤدية اليه بواسطة مجموعة من الأبراج والحصون التي شيدت في نقاط إستراتيجية من المنطقة.
ومن أهم المواقع الأثرية في الأزرق:
1. قلعة الأزرق
2. قصر عمرة
3. قصر الحرانة
4. قصر أصيخم
5. محمية الأزرق المائية
6. محمية الشومري للأحياء البرية

## معرض صور

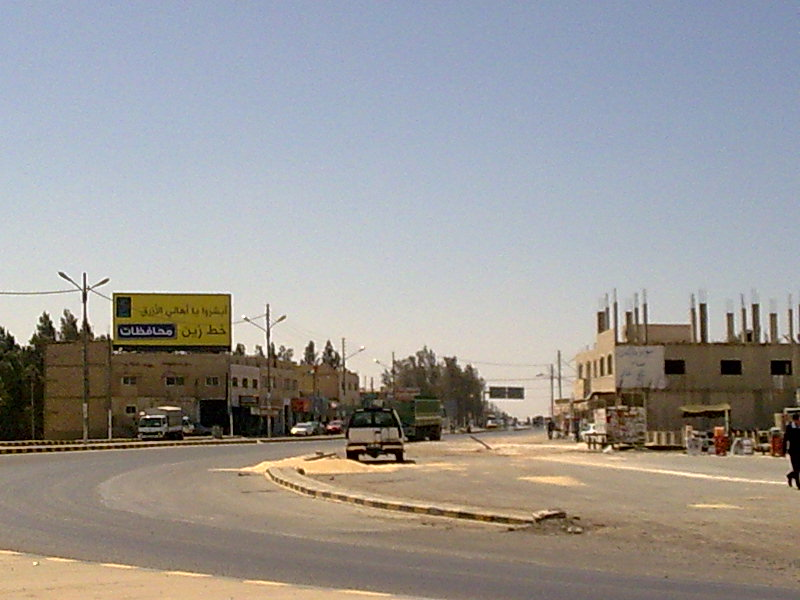
صورة لشارع وسط المدينة
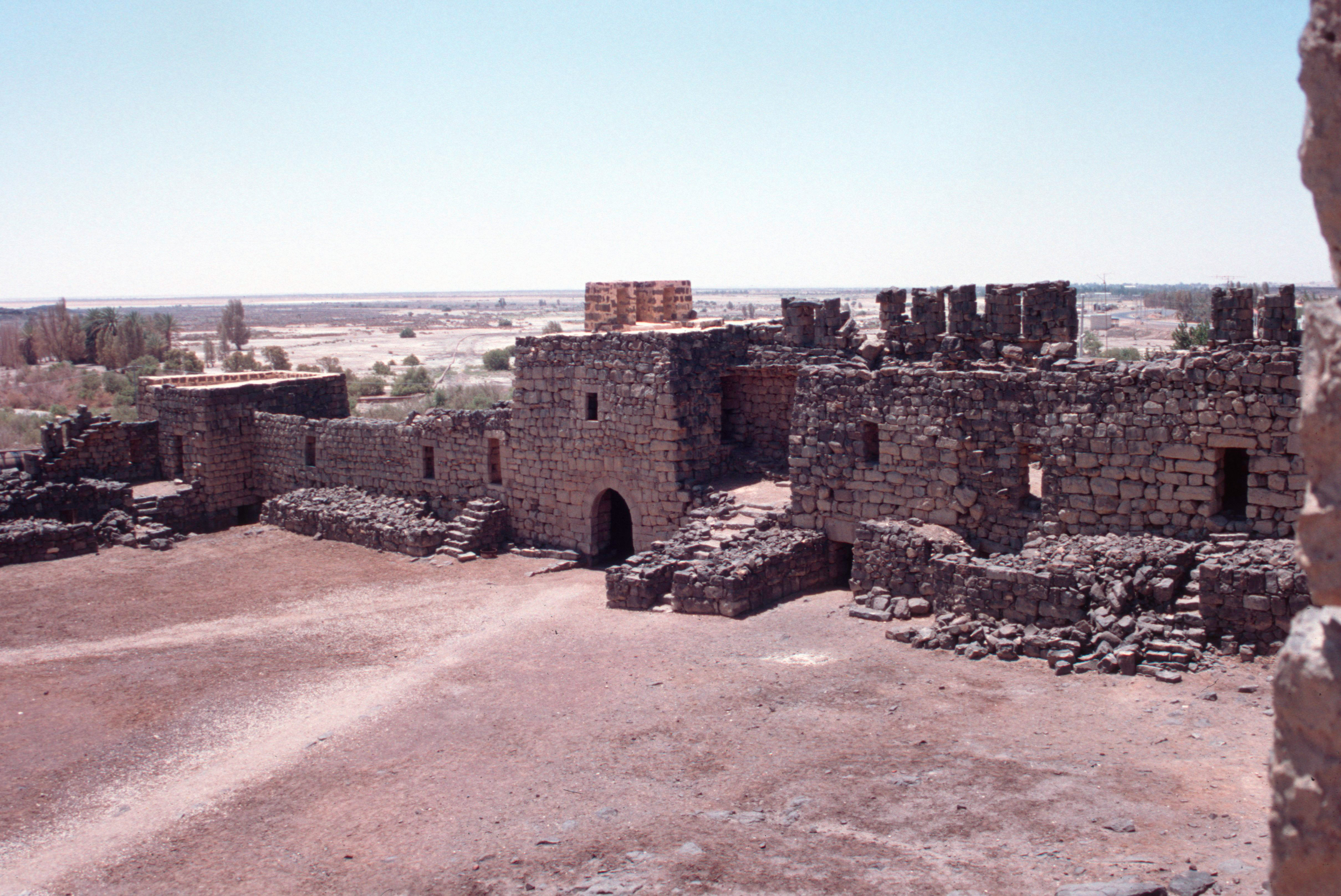
قصر الأزرق
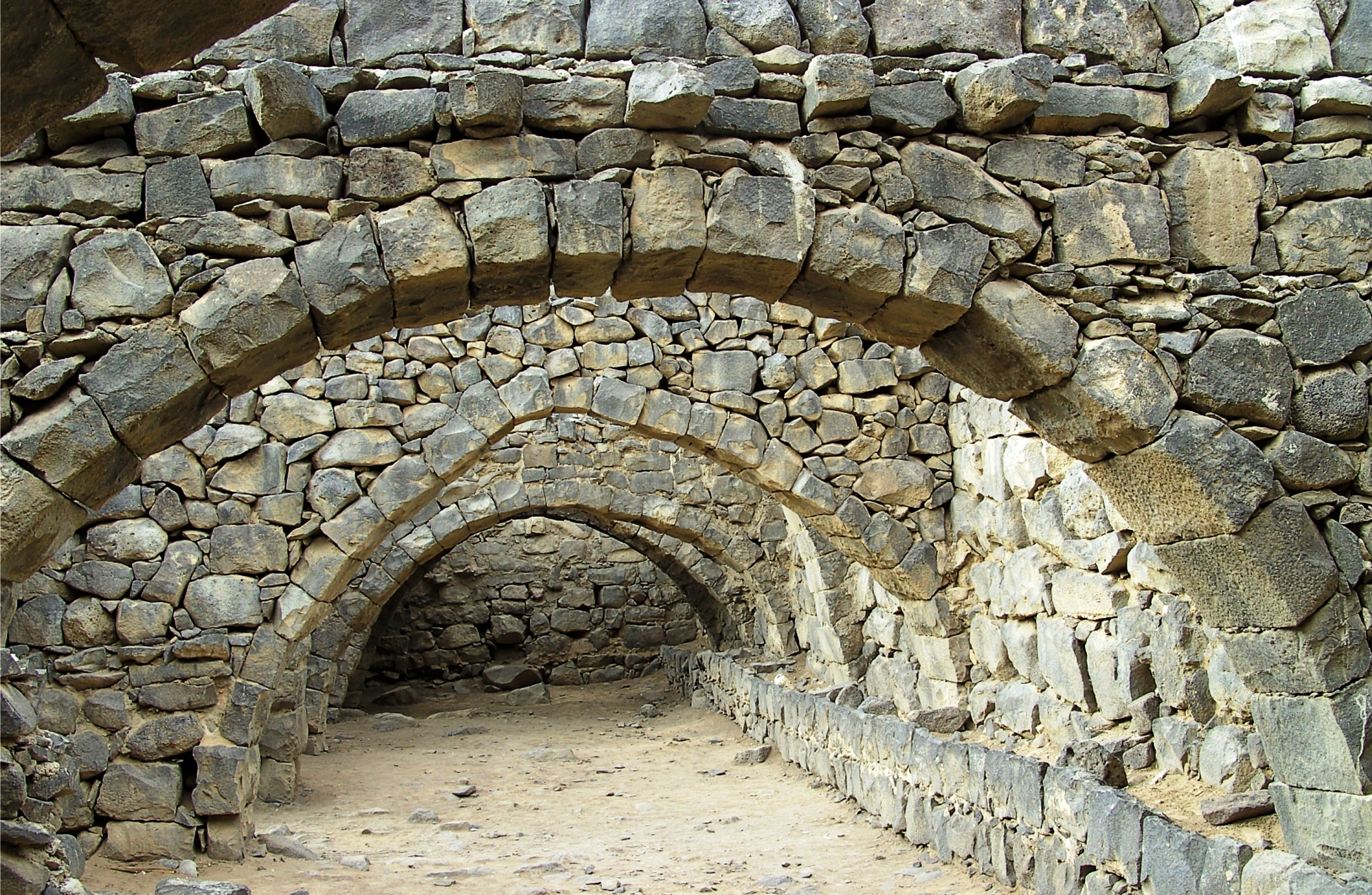
القناطر الحجرية لقلعة الأزرق في الأردن
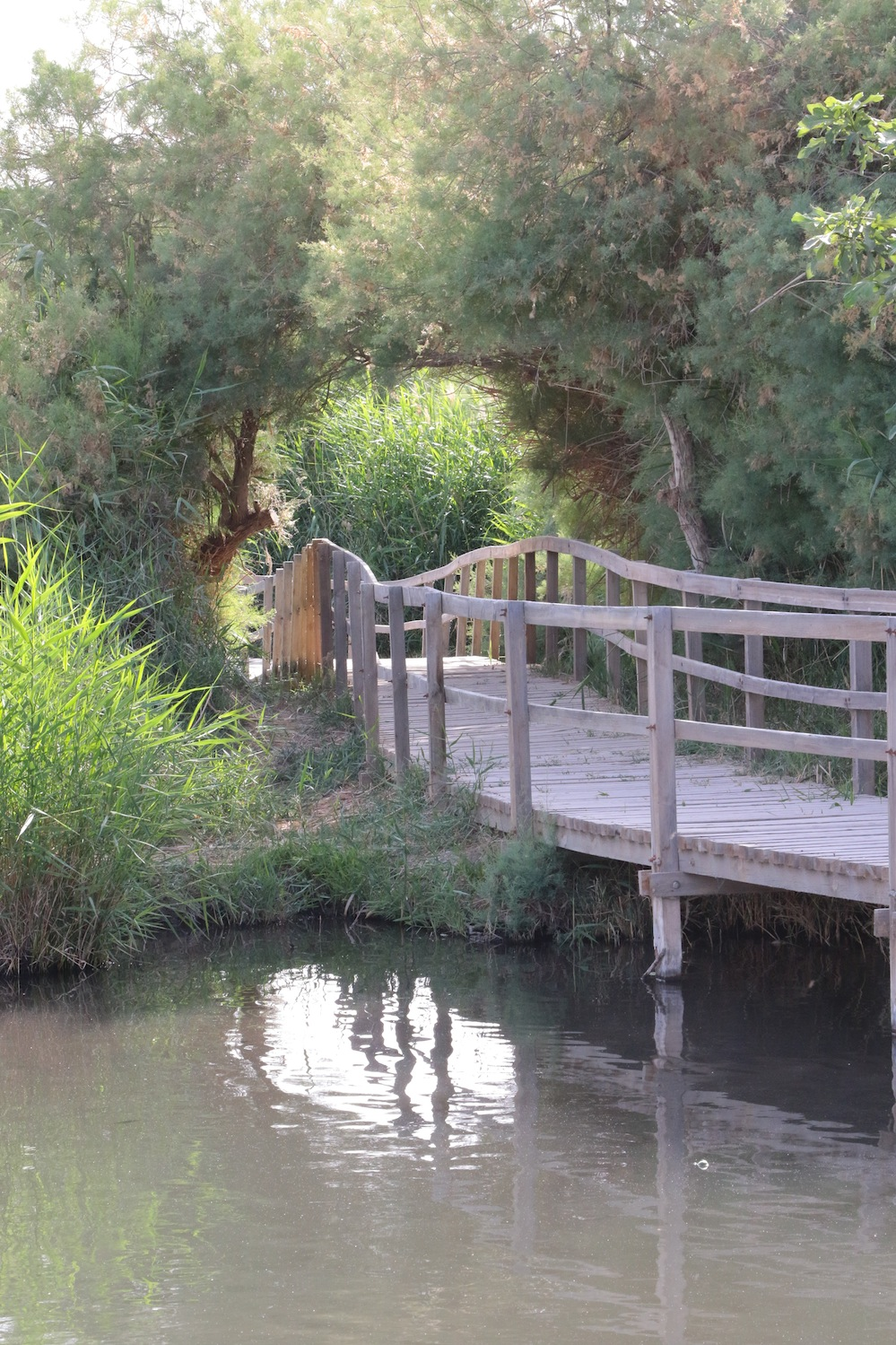
محمية الأزرق المائية
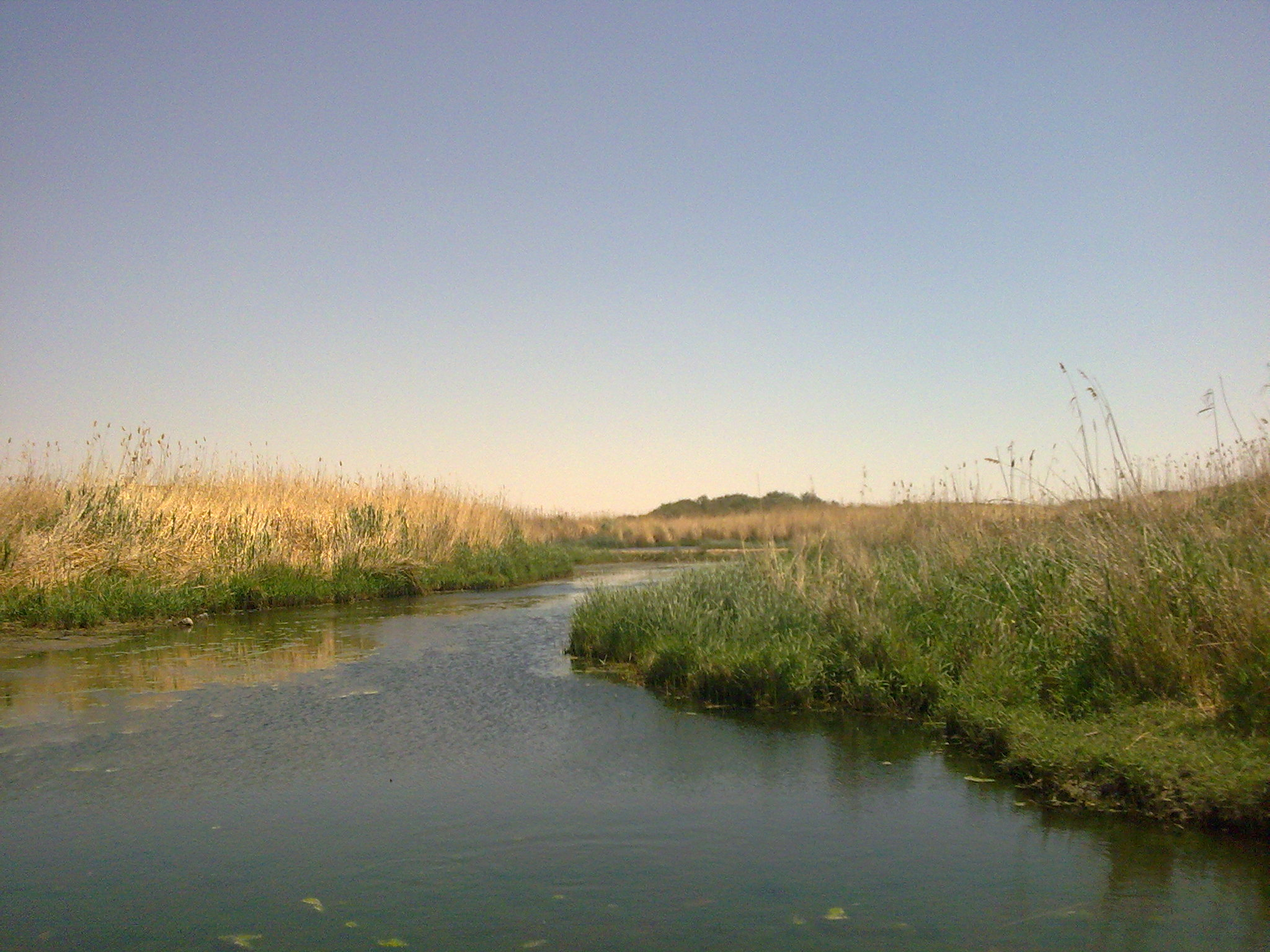
محمية الأزرق المائية
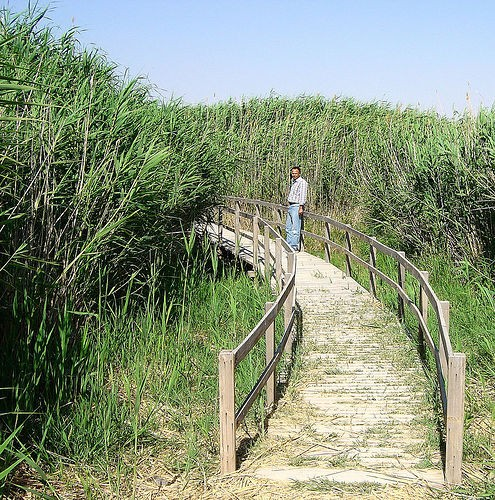
محمية الشومري
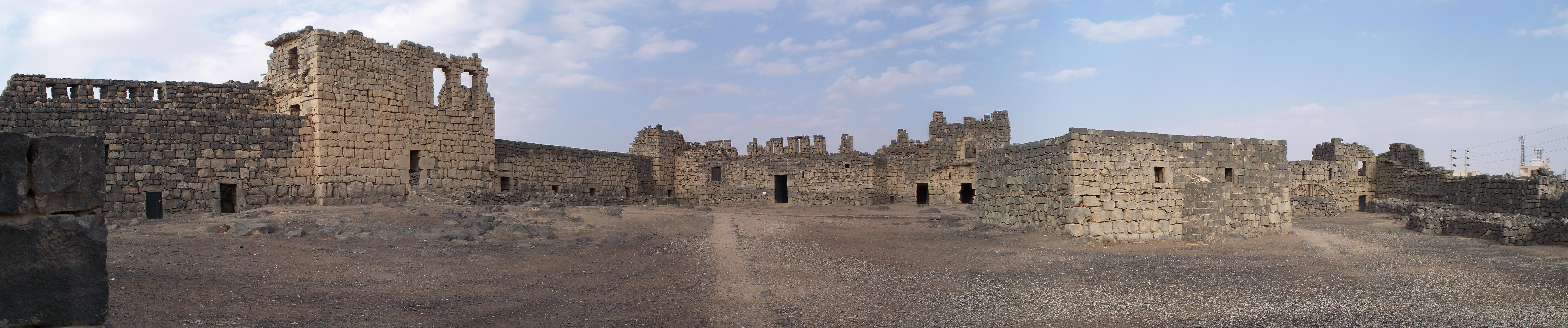
صورة بانورامية لقصر الأزرق